# 沖縄県立盲聾唖学校
沖縄県立盲聾啞学校（おきなわけんりつもうろうあがっこう）は、かつて沖縄県那覇市にあった県立盲聾唖学校。宮崎県出身の高橋福治が1921年（大正10年）に開設した「私立沖縄訓盲院」と、鹿児島県出身の田代清雄が1924年（大正13年）に開設した「私立沖縄聾唖塾」を前身として、1943年（昭和18年）に両校を統合・県立移管した上で開校した。視覚障害者が通う盲部と聴覚障害者が通う聾唖部からなり、盲部は那覇市松尾、聾唖部は同市樋川に校舎を置いていた。
1945年（昭和20年）の沖縄戦における校舎焼失とともに消滅した。

## 前史

### 沖縄県における障害者教育のはじまり
1907年（明治40年）4月5日の『琉球新報』に「聾唖者への教育」と題し、読谷山村渡慶次尋常小学校で「盲唖児童を教育せんとし既に相当の準備を整えて授業を始めた」とする記事が紹介されている。これが沖縄県における初の障害者教育の例と考えられ、翌年には沖縄県立師範学校附属小学校でも障害者教育が始められたことが1908年（明治41年）5月1日の『琉球新報』で紹介されている。
しかし、その後の沖縄県内公立学校において障害者教育がどのように展開していったかを伝える資料は確認されておらず、以後の沖縄県内における障害者教育との関係性も明らかではない。

### 私立沖縄盲学校の設立
沖縄県における本格的な視覚障害者教育の始まりとされるのは、宮崎県出身の高橋福治の来県である。高橋は沖縄に盲学校がないことを知ると、1920年（大正9年）に沖縄に渡り、視覚障害児童3人を集めて塾を開いた。翌年には「私立訓盲院」、さらに1924年には文部省の認可を受けて「私立沖縄盲学校」と改めた。この翌年の在籍生徒数は15人であった。
同年に施行された盲学校及聾唖学校令は各道府県に盲聾唖学校の設置を義務付けていたが、当時の沖縄県には公立の盲聾唖学校を運営する財政的余裕はなく、当面はいくらかの公的補助金や一般からの寄付金で運営されていた私立沖縄盲学校に頼るしかなかった。
それでも高橋は1928年（昭和3年）に伊江島での通信指導を始めたり、1933年（昭和8年）には八重山分校を設立したりするなど、視覚障害者教育の普及に努めた。私立沖縄盲学校は、1942年（昭和17年）には内務省より按摩・マッサージ免許取得指定学校の認可を受け、生徒は卒業と同時に免許が取得できるようになった。

### 私立沖縄聾唖学校の設立
沖縄県内での聴覚障害者教育は、鹿児島県出身の田代清雄の来県で始まった。明治学院で聾唖教員の資格を得た田代は1924年に来県し、1926年（大正15年）に私立沖縄聾唖塾を設立する。聴覚障害者についても、やはり田代来県前の沖縄に聾唖学校は設けられていなかった。
1928年には文部省の認可を得て「私立沖縄聾唖学校」となり、生徒16名を数えた。1940年（昭和15年）、田代は満州に聾唖学校を設立するため、沖縄を離れた。

## 沖縄県立盲聾唖学校の設立と消滅
私立で運営されていた盲・聾唖学校の県立移管の陳情は長く続けられていたが、1943年にようやく実現して「沖縄県立盲聾唖学校」が誕生する。校長には高橋が就き、生徒は25名であった。校舎はそのままであった。
ところが、1944年（昭和19年）には沖縄が臨戦態勢下に入り、学校でも防空壕掘りや避難訓練が行われるようになった。初等部の生徒は家に戻り、校舎も海軍が使用した。1945年2月11日、最後となる卒業式を行った後、生徒の安全を案じた高橋は宮崎に渡って疎開の準備を進めるが、疎開は実現しなかった。同年4月の米軍上陸で那覇も戦場と化し、校舎は焼失、事実上学校は消滅した。戦後の沖縄における障害者教育の復活は、1951年（昭和26年）の「沖縄盲聾唖学校」設立まで待つことになる。